# NGC 3725
NGC 3725 је спирална галаксија у сазвежђу Велики медвед која се налази на NGC листи објеката дубоког неба.
Деклинација објекта је + 61° 53' 20" а ректасцензија 11h 33m 40,7s. Привидна величина (магнитуда) објекта NGC 3725 износи 13,1 а фотографска магнитуда 13,8. NGC 3725 је још познат и под ознакама UGC 6542, MCG 10-17-15, MK 179, IRAS 11308+6209, CGCG 291-78, CGCG 292-5, PGC 35698.